# Red Union (Band)
Red Union ist eine serbische Punkband, die 2000 in Novi Sad gegründet wurde. 
Die Band bezieht ihren Namen von einer Marke des serbischen Bekleidungsherstellers Jumko. Sich selbst betrachtet die Band als linksorientiert und antifaschistisch. Ihr erstes Album erschien 2003 beim deutschen Label Bandworm Records. Derzeit arbeitet die Gruppe an ihrem dritten Album beim Berliner Label ANR.

## Diskografie

### Studio-Alben
- 2003: Rebel Anthems
- 2006: Black Box Recorder
- 2011: Rats and Snakes

### EPs und Singles
- 2002: Loaded Gun
- 2005: Final Score
- 2011: Rats and Snakes (Picture Disc)